# Phreatia renilabris
Phreatia renilabris är en orkidéart som beskrevs av Johannes Jacobus Smith. Phreatia renilabris ingår i släktet Phreatia och familjen orkidéer. Inga underarter finns listade i Catalogue of Life.